# رودريغو تشافيس روبلز
رودريغو تشافيس روبلز (مواليد 19 يونيو 1961) هو سياسي من كوستاريكا، وهو الرئيس المنتخب لكوستاريكا، تولى منصبه في 8 مايو 2022. شغل شافيس في السابق منصب وزير المالية أثناء رئاسة كارلوس ألفارادو.